# パロディ・モンタージュ写真事件
- 知的財産権 > 著作権 > 日本の著作権法 > パロディ・モンタージュ写真事件
- パロディ > 日本の写真史 > パロディ・モンタージュ写真事件

パロディ・モンタージュ写真事件 (パロディ・モンタージュしゃしんじけん)とは、山岳写真家・白川義員の写真作品の一部が、フォトモンタージュ技法を用いてグラフィックデザイナーのマッド・アマノ(本名：天野正之。以下アマノと表記)によって無断合成されたことに端を発する日本の民事訴訟事件である。アマノは自動車公害を風刺する目的でモンタージュ (合成) 写真を創作しており、著作権法上の剽窃 (盗用の意、著作財産権侵害の一つ)、および著作者人格権侵害に該当するかが問われた。特に第一次上告審での1980年 (昭和55年) 最高裁判決は、著作権法上の引用の2要件「明瞭区別性」と「主従関係」を具体的に示したことから 2要件説 とも呼ばれ:10–12、著作権法のリーディングケースとしてたびたび参照されている。

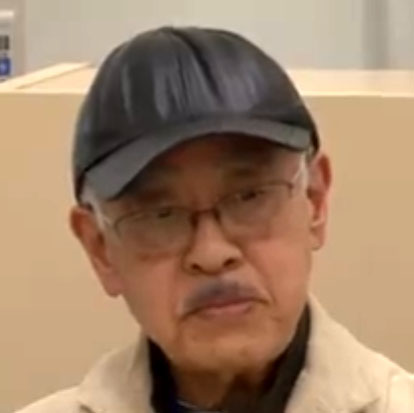
マッド・アマノ（2015年）

1971年 (昭和46年) に白川が提訴すると、その後は最高裁によって権利侵害が認められて控訴裁に2度差し戻され、最終的に提訴から16年後の1987年に当事者間で和解が成立した。アマノ側は訴訟中、モンタージュ写真が自身の思想・感情を投映した新たな創作物であり、剽窃ではなく著作権法で認められている合法的な引用の範囲だと抗弁した。しかしこのモンタージュ写真は、原著作物である白川の雪山写真の本質的な特徴をそのまま感得できることから、パロディや風刺目的であるか否かを問わず権利侵害であると最高裁で示された。したがってパロディと著作権問題を直接扱った判例とは言えないにもかかわらず、本件以降、日本ではパロディを通じた表現の自由が法的に狭められた、パロディの息の根が止められたなどの見解が散見され、日本の写真史にも名を残すこととなった。
なお、本件は 旧著作権法 (明治32年3月4日法律第39号) が適用されて法廷で審理された。ただし 現行著作権法 (昭和45年5月6日法律第48号) の施行後に判決が下されていることから、本項では対比のために旧著作権法を「旧○条」、それに対応する現行著作権法を「現○条」と表記して、以下解説する。

## 事実経緯
原告の白川義員は1966年 (昭和41年) 4月27日、オーストリアのチロル州サンクト・クリストフ (Sankt Christoph) で雪山をカラー写真に収めた (以下、「原著作物」と表記)。これは、スキーヤーたちが雪山の斜面を滑走し、シュプール (スキー板の跡) が波状に描かれた光景写真である。この写真は翌1967年 (昭和42年) 1月1日、『SKI '67第四集』(実業之日本社) に掲載された。また、米系保険会社AIU (American International Underwriters、現: AIG) の1968年 (昭和43年) 用広告カレンダーにも当写真は複製採用されている。ただしカレンダー上では白川の氏名はクレジットされていない。白川は数々の雪山撮影を通じて地球の美しさを再発見し、人間の良識と人間性の回復を願って作品を発表してきた著名な写真家である。サンクト・クリストフの雪山撮影に際しては、現地の撮影許可交渉に約2か月を要しており、白川の創作意図を汲んで最終的に許可が下りた背景もあった。撮影にはヘリコプターを要するなど費用は総額1,000万円に達しており、こうして苦労の末に撮影された白川の写真を他者が使用する際には、1枚あたり20万円の使用料が支払われていた取引実績があった (企業物価指数で換算すると、1966年当時の金額は2019年時点の2.02倍に相当)。
一方、被告であるマッド・アマノは、白川に無断でこれを利用・改変した合成写真を創作した (以下、「モンタージュ写真」と表記)。アマノは、波状のスキーシュプールがタイヤの轍 (わだち) に似ていることに着想を得て、AIUの広告カレンダー写真を一部トリミング (カット) した上で、雪山の上部にブリヂストンタイヤ製の巨大タイヤを画像合成したのである。巨大タイヤを背にしたスキーヤーたちが雪山を滑走して逃げようとしている構図に仕立て、自動車公害に追われる人間の悲しさを表現した風刺パロディであるとアマノは主張した。AIU社は自動車保険も取り扱っていることから、AIUの広告カレンダーを元にモンタージュ写真を創作することで、自動車関連企業の姿勢に対して一石を投じるアマノの意図も感じられる作品であった。なお、アマノのモンタージュ写真では、カラーから白黒に改変されている。このモンタージュ写真は1970年5月5日、アマノ自身の写真集『SOS』に収録されて発行。さらに同年6月4日号の雑誌『週刊現代』(講談社) にも「グラフ特集 マッド・アマノの奇妙な世界」の記事コーナーに同一の合成写真を「軌跡」と題して掲載された。
アマノのモンタージュ写真は白川の創作意図を破壊し、茶化して侮辱するものであると白川に受け取られた。さらにモンタージュ写真上に原著作者である白川の氏名は表示せず、© (著作権マーク) を付してアマノの名前のみ写真集『SOS』に記載したことも問題となった。これらを踏まえ、白川は精神的苦痛と名誉毀損に基づく損害賠償、および訴訟費用負担を求めて提訴したのである。

## 争点

### 著作権法の解釈と争点
本件では、著作財産権 (著作者の財布が守られる権利) と著作者人格権 (著作者の心が守られる権利) の両侵害が問われた。具体的な争点は以下のとおりである。
1. アマノのモンタージュ写真は、白川の原著作物とは別個の著作物として認められるか？ それとも原著作物から派生した二次的著作物の枠内か？[注 9]
2. フォトモンタージュ技法は著作権法上の「偽作」(剽窃、盗用) に当たるのか、それとも「引用」に当たるか？
3. 合法的な引用とはどのような要件か？
4. 原著作物の無断改変は可能か？
5. アマノのモンタージュ写真は白川の意図を破壊し、原著作物を侮辱・茶化しているか？ その場合、パロディや風刺目的であっても権利侵害に当たるか？
6. パロディや風刺目的で改変された著作物に、原著作者の氏名を表示する必要はあるか？
7. 憲法が保障する表現の自由や、フェアユース (公正利用) の法理はフォトモンタージュ技法に適用可能か？

著作財産権には翻案権が含まれるが、これは原著作物を使って二次的著作物を他者に無断で創作されない権利 (つまり著作者に認められる独占権) である。たとえば小説や漫画を原作に脚色して映画化する、あるいは原曲をアレンジするなどの改変行為が翻案の例である。ただし「正当の範囲内」 (旧30条1項2号)、ないし「公正な慣行に合致」していれば (現32条1項)、原著作物を自身の著作物に取り込んで引用する際にはこの独占権に制限がかかり、無断で用いても著作権侵害に当たらない。したがって、白川の原著作物を盗用してアマノが二次的著作物たる「偽作」を製作したのか (旧著作権法 第3章 偽作、29条以降)、それとも白川の原著作物から引用はしたものの、アマノ独自の思想・感情を反映した新たな著作物を創作した結果がモンタージュ写真なのかが問われることとなった。本件では旧30条の「節録引用」の解釈が分かれることとなった (詳細は各判決要旨内で解説)。
つづいて著作者人格権であるが、これには同一性保持権や氏名表示権が含まれる。
同一性保持権とは、無断で自身の著作物を他者によって改変されて名誉が傷つけられないよう、原著作物の著作者の精神が守られる権利であり、翻案権 (無断で改変されない権利) と密接な関係にある。一般的な見地から、著作者の感情を害しない範囲であれば改変は問題ないが、質的に劣化したと認められれば同一性保持権侵害が成立する。白川はアマノのモンタージュ写真が侮辱的であり、また白川の将来的な写真撮影活動にも悪影響を及ぼすと主張したが、そもそもパロディとは原著作物の著作者を揶揄したりするものであるから、事前に許諾を取るのは元来難しい側面がある。
氏名表示権 (旧18条、現19条) とは、自己の著作物であると示すため、あるいは秘匿するための権利である。原著作者の意に反した氏名の表示を行う (あるいは表示を怠る) と、氏名表示権侵害に当たる。仮にアマノのモンタージュ写真が偽作と認定されれば、自身の名前にすり替えて表示した行為が問題となる。一方、別の著作物に引用しただけだと認定されても、引用を規定した旧30条の「出所を明示することを要す」との文言に抵触する可能性があり、この文言の解釈も問われた。

### 原告と被告の主張対立
まず、フォトモンタージュ技法に対する捉え方が双方で大きく異なる。白川はアマノの行為を「ほしいままトリミング (カツト) している」とし、盗用とみなした。さらに右上部にタイヤを合成した行為は「偽作」であると主張した。一方のアマノは、独自の思想・感情を反映しており、異質なイメージの既存素材を組み合わせることで、別次元の表現へと飛躍させたとしている。フォトモンタージュ技法は世界的にも広く芸術表現として認められているとして、スイスのダダイストたちが実際に数多くのモンタージュ写真作品を手掛けてきたことや、フォトモンタージュが絵画のコラージュ手法から派生してきており、ジョルジュ・ブラックやパブロ・ピカソといった著名画家らの名を挙げて例証している。フォトモンタージュは旧30条の節録引用に該当し、また現32条1項の引用要件として示されている「公正な慣行」に合致し、かつ美術的批判や社会風刺を目的としているとアマノ側は主張した。
事前許諾を巡っても、双方の意見は対立している。白川側は、原著作物を利用する際に事前許諾が必要と認識していながら、無断でアマノは利用・改変してモンタージュ写真を創作したと主張した。これに対してアマノ側は、モンタージュに用いたのは『SKI '67第四集』ではなく、白川の氏名が表示されていないAIUの広告カレンダー写真であり、原著作物の著作者が白川であると事前に知る由もなかったと反論した。
また、モンタージュ写真が名誉棄損に当たるのかについても、双方の見解は食い違いを見せている。アマノのモンタージュ写真は白川の創作意図を破壊し、茶化して侮辱するものであると白川に受け取られた。社会的な評判が貶められたことから、将来的な作品創作活動にも支障をきたすと白川側は抗議している。しかしアマノ側は、自動車公害を風刺することがモンタージュ写真の目的であり、白川の原著作物の創作意図を破壊したり茶化して侮辱するものではないと反論した。

## 判決

### 各判決のまとめ
一審の東京地裁ならびに上告審の最高裁は権利侵害を認めて白川勝訴の判決を下しており、損害賠償を命じた。第二次の二審 (控訴審) 東京高裁もこれに追従している。しかし第一次の二審のみ、アマノのモンタージュ写真が合法的な引用の要件を満たし、パロディ目的の改変は憲法が保障する表現の自由の範疇であり、かつ白川の氏名表示も不要であると判示し、法廷の場で大きく見解が分かれることとなった。第一次控訴審は「若干特異な判断」だったと後に評されている。
また、一審および第二次の二審では白川の名誉回復のために、朝日・毎日・読売の新聞3紙への謝罪広告掲載も命ぜられているが、第二次の上告審で謝罪広告命令は破棄されている。
- 第一次一審 (東京地裁 昭和47年11月20日判決)[注 12]-- 白川側の勝訴。損害賠償額50万円および訴訟費用の負担、ならびに朝日・毎日・読売の新聞3紙への謝罪広告掲載がアマノ側に対して命じられた[注 13]。
- 第一次控訴審 (東京高裁 昭和51年5月19日判決)[73]-- アマノ側の勝訴[39]。本件モンタージュ写真は著作権法の目的である「文化の発展」に寄与する[51]。タイヤ画像を合成することで虚構の世界観を表現するパロディである。原著作者の思想・感情を風刺・揶揄していることから、そのまま取り込んだ剽窃に該当しない[34]。旧30条の節録引用[注 10]は、原著作物の思想・感情が改変された本件にも適用される。さらに節録引用を定めた旧法 第30条は、本件においては出所の明示を要求しないと解釈[51]。
- 第一次上告審 (最高裁 昭和55年3月29日判決)[17]-- 控訴審を差戻[67]。原著作物の本質的な特徴を大きく残した上で改変していることから、著作者人格権のうち同一性保持権の侵害に当たる[28]。
- 第二次控訴審 (東京高裁 昭和58年2月23日判決)[74]-- 概ね第一次上告審を支持。著作者人格権侵害で50万円の損害賠償を命じたほか[75]、謝罪広告の掲載も一審の判断を踏襲した[76]。
- 第二次上告審 (最高裁 昭和61年5月30日判決) -- 再び控訴審を差戻[77]。著作財産権と著作者人格権侵害で損害賠償金額の算出を分けるべきと判示したほか[75]、名誉毀損が生じた社会的事実が存在しないことから謝罪広告掲載を不要とした[78]。
- 第三次控訴審 -- 昭和62年 (1987年) に和解が成立し、提訴から16年で訴訟終結[23][24]。

### 第一次一審 (昭和47年 東京地裁) の要旨
一般的なフォトモンタージュ技法が世間的に芸術表現の一つとして認められているからといって、本件で争われているアマノのモンタージュ写真が旧29条以降に規定されている「偽作」かどうかとは全くの別問題だとして、一審では論点を切り離した。また、アマノのモンタージュ写真が白川とは異なる思想・感情に基づいて創作されたとしても、著作権侵害の判定とは別問題だとも指摘された。なぜならば、モンタージュの中には、原著作物たる絵画や写真からごく一部を引き出してつなぎ合わせることで、原著作物を識別できないまでに改変されている作品も世の中には存在するためである。かたやアマノのモンタージュ写真は、白川の原著作物を大きく取り込んでタイヤを合成し、カラーから白黒に変更したのみであり、明らかな剽窃だと認定された。
また、旧30条の「節録引用」の法的解釈についても以下の通り示された。
- 節録引用とは「短く記載して引用すること」と定義される。
- ここでの「短く」とは、「引用するものと引用されるものとの相対関係によつて決めらるべきもの」である。
- また「引用」とは、原著作物の一部をそのまま自己の著作物に取り入れる行為である。思想・感情を改変した上で取り込んだ場合は「改作」であり、引用とはみなせない。

つまり、アマノ自身が白川とは別の創作意図であり、自動車公害への風刺目的でモンタージュ写真を創作したと自ら認めたことから、改作であり著作権侵害であると認定された。そして風刺目的であるとの理由で、著作権侵害は正当化されないとも述べられている。
結果、損害賠償50万円および訴訟費用の負担、ならびに新聞3紙への謝罪広告の掲載が被告・アマノ側に命ぜられた

### 第一次控訴審 (昭和51年 東京高裁) の要旨
一審判決を不服としてアマノ側が控訴している。東京高裁は、巨大タイヤとその直下から下降するシュプールという構図が「全体として現実にはありえない虚構の世界」であると一目瞭然であることから、白川側が主張した「偽作」ではないことは明白だと認定した。アマノは独自の創作性を発揮し、白川の原著作物を取り込んだことから、このモンタージュ写真はパロディであると判断した。これは、フォトモンタージュが風刺目的で創作される場合、「言語によらないパロディ」であるとの解釈に基づく。そして剽窃とは、他者の著作物をそのまま取り込むことを指すため、本件は剽窃に該当しないと示された。
また、控訴審で示された旧30条の「節録引用」の法的解釈は以下の通りである。
- 辞書的な意味での節録とは、適度に省いて書き記すことである。
- 節録引用は、他者の原著作物の一部を自己の著作物の目的に沿う形で取り込む行為であり、広義である。
- 取り込む際に、旧30条の定める「正当の範囲内において」の要件を満たしていれば、原著作物の思想・感情を改変しても節録引用だと認められる。
- 「正当の範囲内」とは他者による自由利用 (フェアユース) であり、公共性の観点で著作者に認められた独占的な著作権には制限がかかる。

アマノのモンタージュ写真は、独自の創作性が認められることから、旧30条の節録引用が定める「自己ノ著作物」に該当すると認定された。
改変と同一性保持権の関係性 (現20条1項) については、第一次控訴審ではフェアユースや公共性の観点を持ち出している。仮に同一の著作物の枠内で二次的著作物を創作しているならば、同一性保持は尊重されるべきである。しかし本件モンタージュ写真は原著作者とは異なる思想・感情で創作された別の著作物であり、憲法第21条第1項 が保障する表現の自由が尊重されるべきだとした。特にパロディの場合、一般的には芸術的価値が低いとも評価されがちであるが、それを理由に引用の目的正当性が否定されるべきではないと述べている。
旧第30条が求める引用の際の出所の明示 (氏名表示権) については、AIUのカレンダーには白川の氏名が表示されておらず、現48条2項に照らし合わせて、無名の著作物の著作者を調べてまで表示する必要はないと判断された。これは、旧5条 (現19条1項) が定めた氏名を表示しない権利を行使したものとみなされたためである。よって偽作ではないと判断され、第一次控訴審では一審を取消し、アマノ勝訴の判決を下している。

### 第一次上告審 (昭和55年 最高裁) の要旨
第一次控訴審判決を破棄して著作権侵害を認めている。第一次上告審における最高裁の判決要旨は以下の3点に集約されるが、とりわけ引用の要件を示した1点目は、日本の著作権法のリーディングケースとして知られている。
1. 旧著作権法30条1項2号で定められた「節録引用」とは紹介、参照、論評などを目的とする。合法的な節録引用にあたっては、(1) 引用して利用する側の著作物が引用される原著作物との間で明瞭に区別・認識されること、および (2) 前者が主、後者が従の関係にあることが必要とされる[17][84]。
2. モンタージュ写真は原著作物とは別の作品として捉えることができたとしても、原著作物の本質的な特徴を直接感得することができることから、無断でのモンタージュ写真創作は原著作物の著作者人格権侵害に当たる[17][85]。
3. 無断で原著作物たるカラー写真から一部風景を省き、タイヤ画像を合成して白黒のモンタージュ写真を創作して発行する行為は、著作者人格権侵害 (特に同一性保持権侵害) に当たる[17][28]。

1点目の引用の2要件は、「明瞭区別性」（明瞭区分性）と「主従関係」(付従性、附従性) と呼ばれる。本件では特に主従関係の観点で、引用の要件を満たしていないと判断された。そして風刺目的であったり、フォトモンタージュ技法が世間的に受け入れられているという事実によって、この主従関係の要件が緩和されることはないとも示された。なお、旧18条3項によれば、引用の際にも著作者人格権が尊重されることから、引用の3つ目の要件として原著作者の著作者人格権侵害が行われていないことも重要となってくる。これらの引用要件については、#判決の第三者分析と影響にて学説を詳述する。
2点目については、最高裁判所裁判長の環昌一から補足意見が述べられている。パロディ目的のモンタージュ写真の場合、原著作物を大きく取り込まざるを得ず、原著作者から事前許諾を得るのも困難であるとして、パロディ特有の難しさが指摘されている。一審では、原著作物のごく一部から引き出して組み合わせるモンタージュ作品が世に存在すると指摘されているが、最高裁では、原形が分からないほどに細断されてモンタージュ写真に取り込んだ場合、パロディとしては意義が成立しないとの現実的な問題が言及されている。したがって、本件モンタージュ写真は著作権法の規定の限界を超えてしまっている。原著作物の著作者人格権を侵害せずにモンタージュ写真を創作するには、模した雪山写真を自ら撮影した上で画像合成するなどのモンタージュ技法などが考えうるとして、本判決が広くフォトモンタージュ技法やパロディ全般の途を閉ざすものではないとも補足している。

### 第二次控訴審 (昭和58年 東京高裁) の要旨
第一次上告審 (最高裁判決) によって差し戻されたことから、第二次控訴審が東京高裁で再び審理されることとなった。第二次控訴審では以下のとおり、第一次一審および上告審の判決を概ね踏襲している。
まず、第一次上告審で示された原著作物の特徴が直接感得しうる点は、第二次控訴審でも再確認されており、アマノのモンタージュ写真が同一性保持権を侵害する改変であると認められた。パロディによって原著作物をむやみに改変し、原著作者の知性や精神性を否定する行為は、著作権法の明文的な根拠なしには無制限に許容できないと示された。したがって、原著作物の複製利用にあたって原著作者の氏名表示が必要であり、氏名表示権侵害も認められた。
フォトモンタージュ技法が引用に該当するかについても、第一次上告審で示された明瞭区別性と主従関係の2要件が再確認され、モンタージュ写真 (素材を取り込む側) が従の関係になっていないとして、引用の要件を満たさず著作権侵害だと判定された。
アマノのモンタージュ写真を『週刊現代』に掲載した講談社 (共同不法行為者の位置付け) は、第二次控訴審の時点で既に白川側との間で示談が成立しており、50万円が支払い済であった。しかしこれとは別に、アマノ側に50万円の損害賠償および訴訟費用負担が命ぜられた。また一審を支持し、謝罪広告の新聞掲載による名誉回復も命ぜられた。

### 第二次上告審 (昭和61年 最高裁) の要旨
アマノ側は第二次控訴審の判決を不服として、最高裁に再度上告している。表現の自由を保障した憲法に違反するとの理由での上告であったが、最高裁では合憲の判断が下され、各種権利侵害についても、第二次控訴審の判断と根拠を支持している。
第二次上告審で争点となったのは、損害賠償請求の対象となる行為のカウント方法である。本件では著作財産権と著作者人格権の両侵害にまたがっており、これらを併合して損害賠償請求する際には分解して算出する必要がある。白川側は第一次控訴審の際に、著作財産権侵害にかかる損害賠償請求を自ら取り下げており、著作者人格権侵害に限定して50万円の賠償を求めた。ところが第二次控訴審では再び、著作財産権と著作者人格権の両侵害を併合して、計50万円の賠償を求めており、東京高裁は著作者人格権侵害のみに損害賠償が発生するとして、単独で50万円の支払を命じた。50万円の内訳に否定された著作財産権侵害分も含まれているのではないかとして、第二次上告審では控訴審に内訳を釈明するよう求め、差し戻している。
また、旧36条の2に基づいて第二次控訴審では謝罪広告の掲載を命じているが、この条文解釈についても第二次上告審で問われた。旧36条の2 (現115条) は著作者人格権侵害によるいわゆる「名誉回復措置請求権」を定めたもので、委嘱状不法発送謝罪請求事件 (昭和45年12月18日最高裁判決) の先例に基づき、声望名誉の定義を提示した。法的な「名誉」とは「人の社会的評価を意味する社会的名誉」と、「自己に対する評価を意味する主観的名誉」の二つが存在し、一般的に「名誉毀損」とは前者の社会的名誉のみを指し、後者は単なる「名誉感情」でしかないと区別される。つまり名誉毀損を問う裁判では、単に自尊心を傷つけられただけでなく、社会的評価が貶められたと立証されなければ名誉毀損が成立しない。そして実態として社会的評価が低下したと立証するのは容易ではなく、実際には立証不足で名誉毀損の訴えが退けられるケースが散見される。本件モンタージュ写真でも、白川の社会的声望名誉が毀損された事実は認められなかったことから、謝罪広告の掲載は不要と判示された。

## 判決の第三者分析と影響
本件に関連する他の判例も参照しつつ、パロディ・モンタージュ写真事件で下された判決の法的解釈や妥当性について、以下解説する。
第一次上告審 (最高裁) で示された「明瞭区別性」と「主従関係」という引用の要件は後に 2要件説 とも呼ばれるようになり:10–12、適法引用について問われた数々の判例へと踏襲された (詳細は#関連判例も参照のこと)。しかしこの2要件説は以下のとおり限界も指摘されており、後に 総合考慮説 が判例や学説上で登場することとなった。ただし2要件説と総合考慮説はどちらが優れているといった二律背反的なものではなく、時には両立・補完関係にあることから、引用の要件解釈を巡っては混沌とした状況が続いている:10–12。

### 批判・研究型と取込型の違い
2要件説の問題1つ目として、引用のパターンすべてに適用できないという批判が挙げられる。たとえば他者発言を引用して取り上げ、メディアや専門家が解説を加えるような、典型的な「批判・研究型」(論評型) には2要件説がフィットする。しかしながら本件フォトモンタージュ技法のように、素材を取り込んだ上で自己の著作物と一体化させる「取込型」の表現形態の場合、明瞭区別性の要件を満たすことは極めて困難であり、自由利用を阻害しかねない、と知的財産権を専門とする法学者の田村善之は批判的分析を加えている。田村のこの指摘は、同じく知的財産法学者の中山信弘や弁護士・清水節、弁護士・福井健策なども取り上げている。このような取込型の場合、以下3点を勘案した複合的な判断が必要ではないかと提言されている。
1. 他に代わる表現手段がないか (つまり素材を使う必然性)
2. 必要最低限の引用に留まっているか
3. 原著作者に与える経済的な不利益が僅少か

ただしこの見解に基づいたとしても、アマノのモンタージュ写真は1点目の代替手段の点で条件を満たさない。これは第一次上告審で裁判長の環が補足意見を述べたように、アマノが雪山を自身で撮影してタイヤ画像を合成しても風刺の目的を達成しうるからである。パロディの法的な定義は確固としたものが存在しないものの、パロディの元となった作品が一般的に知られており、何を模倣したのかがあからさまであることが特徴として挙げられている。一方、アマノのモンタージュ写真は素材としてAIUの広告カレンダーが使われているものの、この元ネタを一般鑑賞者が気づかない可能性が高く、白川の写真をわざわざ用いる必然性の説得力に欠け、むしろフリーライダー (タダ乗り) の問題を孕んでいる。
したがって、本件での判決はパロディ全般を否定して萎縮させているわけではない点に注意が必要である。たとえば田中角栄元首相らが収賄で逮捕されたロッキード事件を風刺するため、全内閣の集合写真を素材引用して、顔をピーナッツに置き換えたモンタージュ写真を仮に創作した場合、1点目の代替性・必然性の条件を満たすと考えられる。賄賂の現場で金額単位を表すため「ピーナッツ」の隠語が用いられていたことが、当時のマスコミに大きく取り上げられたためである。このようなケースバイケースや総合判断を求める学説は、田村以外にも渋谷達紀、小泉直樹、高林龍といった法学者からも唱えられている。そもそも、本件はパロディとは何かを直接的に扱った判決とは言えず、あくまで引用の要件について取り扱ったリーディングケースである。しかしながら実態として、本件判決の結果、日本でパロディを通じた表現の自由が法的に狭められたとの見解も複数存在し、本件判決によって日本では「パロディの息の根が止められたかのようにいわれることもある」。

### 旧法と現行法の違い
2要件説の問題2つ目は、旧著作権法下で下された判決が、現行著作権法にもそのまま適用できるのかという問題である。
パロディ・モンタージュ写真事件の判決調査官を務めた小酒禮が「現行の著作権法の解釈についてもそのまま参考になる」と述べたことから、その後も長らく判例上・学説上ともに受け入れられてきた。2要件説が最高裁判決だったことから、その重みを受け入れる学説が多かったとも言われている。
しかし、旧30条の「節録引用」という文言は、現行著作権法では一切用いられておらず「引用」に置き換わっている。したがって、適法引用の要件についても、現32条が定めた「公正な慣行」や「正当な範囲内」という文言に立ち返るべきではないか、という動きが強まってきた。このような引用の目的や様態、また利用される著作物の性質や、引用によって原著作権者におよぼす影響などを総合的に考慮する考え方を「総合考慮説」と呼ぶ。
時期的には2要件説が唱えられたのは、1980年 (昭和55年) 最高裁判決であるが、その5年後には「藤田嗣治事件」控訴審 (東京高裁 昭和60年10月17日判決、判時1176号34頁、無体裁集17巻3号462頁) が2要件説をベースにしながらも、「主従関係」を一部拡張している。主従関係とは単純な分量だけでは測ることができないと指摘され、引用の目的、著作物の性質、引用の様態といった複合的な視点を取り込んだ判決となった。
さらに総合考慮説へと傾かせたのが、2010年の「絵画鑑定証書事件」控訴審 (知財高裁 平成22年10月13日判決、判時2092号135頁) である。これは、絵画をカラーコピーして絵画の鑑定証書の裏面に貼り付けたことから、著作財産権の複製権侵害が問われた事件であるが、絵画のカラーコピーを鑑定証書から引き剥がして単独で利用されるおそれのないことや、むしろ鑑定によって贋作を排除し、絵画の価値維持に寄与することなどを総合考慮し、複製権侵害の訴えは退けられた。「公正な慣行」を柔軟に解釈した判決と言え、2要件には直接的に触れずに引用を認めた日本の高等裁判所の初判決である。
ただし総合考慮説にも限界がある。「公正な慣行」や「正当な範囲内」は一般的な基準でしかなく、こうなると米国著作権法のフェアユースの法理に実質的に近い。米国では多数の判例を通じて基準が具体化しているが、日本も同様の蓄積が必要であるとされている。また、典型的な「批判・研究型」(論評型) の引用であれば、「正当な範囲内」の具体的な基準がまさに2要件説と親和性が高い。したがって2要件説を完全に捨て去って総合考慮説に乗り換えれば良いというものではない。
さらに上述の田村らの指摘のように、必然性や必要最低限の引用量といった観点を加えるかについては学説が分かれている。弁護士・福井健策は必然性の観点を「現実的」とみなしているのに対し、法学者・中山信弘はあまりに引用量を重視しすぎると表現の自由が萎縮したり、当事者間の無用の軋轢につながりかねないとして慎重な姿勢である。中山は汎用性の高い「公正な慣行」や「正当な範囲内」の一般基準だけで十分カバーできるとの立場である。

### 狭義のパロディ (ターゲット型) と風刺 (ウェポン型) の違い
上述の代替性・必然性の観点は、狭義のパロディと風刺の違いから解説されることもある。法学者・上野達弘は広義のパロディを
- 「ターゲット型」(狭義のパロディ) -- 元ネタの作品 (ないし原著作者) を直接ターゲットにして批判・論評する目的で創作されたパロディ[114]
- 「ウェポン型」(風刺など) -- 元ネタを素材 (攻撃用の武器) として用いて、別の事象を批判・論評する目的で創作されたパロディ[114]

に分類して解説を試みている。被告・アマノ自身が主張しているように、本件モンタージュ写真は原著作者の白川を侮辱したり茶化す (狭義の) パロディ目的ではなく、自動車公害という社会問題を風刺するために白川の原著作物が素材として用いられたことから、後者のウェポン型である。
世界各国の著作権法を俯瞰してみても、ウェポン型パロディは必ずしも社会風刺の目的を達成するのに元ネタを借用する必然性がないことから、著作権侵害の判定を受けやすいと言われている。たとえば米国著作権法のパロディ関連でリーディングケースとして知られる「キャンベル対エイカフ・ローズ・ミュージック裁判」(通称: プリティ・ウーマン判決、1994年連邦最高裁判決) では、「ウェポン型」の風刺は社会を批判する目的で他者の作品を踏み台に利用していることから、(狭義の) パロディと比べて著作権侵害の判定を受けやすいと判示されている。英国では1960年の「ジョイ・ミュージック対サンデー・ピクトリアル紙裁判」でウェポン型が法的に許容されたものの、その後は著作権侵害の判定が続いている。同様にウェポン型を否定する国としてドイツがある。ただしフランスでは、1957年にフランス著作権法上の条文でパロディを著作権侵害の例外として明文化しており、この条項は21世紀にも継承されている (L122条-5およびL211条-3):4–5。フランスでは、政治闘争を通じて表現の自由が獲得され、その一つとして風刺は重要な権利として認識された社会背景があり、ウェポン型も広く許容されると解されている。

### 著作者人格権の分析
引用と著作者人格権侵害の関係についても批判がなされた。引用とは著作財産権の侵害にかかわる問題であり、著作者人格権とは分けて捉えるべきであると、先述の田村のほか、松井正道、斎藤博などの研究者らが指摘している。つまり、著作者人格権の一つである同一性保持権に触れるような無断改変が行われれば、同一性保持権侵害が問われる。だからといって、このような改変が行われていないことを著作財産権の例外規定である引用の成立要件に据えるのは矛盾するとの批判であり、同じく法学者の中山もこの見解を支持している。特に本件モンタージュ写真の場合、白川の氏名がクレジットされていなかったAIUの広告カレンダーを元ネタにしていることから、匿名の著作物を引用する際に事前許諾を必要とするのは説得力に欠く。
実際、関連判例を見ても、1985年の藤田嗣治事件 控訴審、および1996年のエルミア・ド・ホーリィ贋作事件 一審では著作者人格権の尊重を引用の要件に含めていない。

## 関連判例
パロディ・モンタージュ写真事件の引用2要件説を基本的に踏襲したとされる判例 (一部軌道修正した判例を含む)
- 藤田嗣治事件[100][70][注 17] -- 東京地裁 昭和59年8月31日判決 (判時1127号138頁)、および東京高裁 昭和60年10月17日判決 (判時1176号34頁、無体裁集17巻3号462頁)。引用要件の「主従関係」(付従性) を藤田嗣治事件ではさらに発展させ、単純な分量ではなく引用の目的、著作物の性質、引用の様態といった複合的な視点を取り込んだ[70]。また、必然性や必要最小限の引用量というのは、著作者の主観に依存するとして、このような基準で適法引用を判断することに対して否定的な見解を示した[111]。
- 豊後の石風呂事件[100] -- 東京地裁 昭和61年4月28日判決 (判時1189号108頁)。
- 教科書準拠テープ事件[100] -- 東京地裁 平成3年5月22日判決 (判時1421号113頁)。
- ラストメッセージin最終号事件[100] -- 東京地裁 平成7年12月18日判決 (判時1567号126頁)。
- エルミア・ド・ホーリィ贋作事件[100] -- 大阪地裁 平成8年1月31日判決 (知裁集28巻1号37頁)。
- バーンズコレクション事件[100] -- 東京地裁 平成10年2月20日判決 (判時1643号176頁)。
- 血液型と性格事件[100] -- 東京地裁 平成10年10月30日判決 (判時1674号132頁)。
- 脱ゴーマニズム宣言事件[100] -- 東京地裁 平成11年8月31日判決 (判時1702号145頁)、および東京高裁 平成12年4月25日判決 (判時1724号124頁)。
- 中田英寿事件[100] -- 東京地裁 平成12年2月29日判決 (判時1715号76頁)。
- 国語教科書準拠教材事件[100] -- 東京地裁 平成13年12月25日判決 (判例集未収録、平成12年（ワ）第17019号)。
- 絶対音感事件[100] -- 東京地裁 平成13年6月13日判決 (判時1757号138頁)、および東京高裁 平成14年4月11日判決 (平成13(ネ)3677)。ただし引用2要件を厳格適用せず、現32条の文言「公正な慣行」「正当な範囲」を柔軟解釈した判例とも捉えられている[70]。
- 教科書準拠国語テスト①事件[100] -- 東京地裁 平成15年3月28日判決 (判時1834号95頁)。
- 2ちゃんねる小学館事件[100] -- 東京地裁 平成16年3月11日判決 (判時1893号131頁)。
- 南国文学ノート事件[100] -- 東京地裁 平成16年5月31日判決 (判時1936号140頁)。モデル小説において、主人公キャラクターのモデルとなった実在の中国人男性の詩が引用されている。主人公の心情を描写するのに必要だったことから、「公正な慣行」に合致すると判定された[122]。藤田嗣治事件と同様、必要最小限の引用量という基準に対して否定的な見解を示した[111]。
- 国語教科書事件[100] -- 東京地裁 平成16年5月28日判決 (判時1869号79頁)。
- 創価学会写真事件[100] -- 東京地裁 平成19年4月12日判決 (平成18(ワ)15024)。
- 月間ネット販売事件[100] -- 東京地裁 平成22年1月27日判決 (平成20(ワ)32148)。
- がん闘病マニュアル事件[100] -- 東京地裁 平成22年5月28日判決 (平成21(ワ)12854)。

引用2要件以外の観点でパロディ・モンタージュ写真事件と関連する判例
- 江差追分事件[123] -- 最高裁 平成13年6月28日判決 (民集55巻4号837頁)。パロディ・モンタージュ写真事件では、原著作物の本質的な特徴を直接感得できることを理由に著作権侵害を認めているが、この抽象的な翻案権 (二次的著作物の創作権) や同一性保持権の基準がどこまでおよぶか、具体的に線引きしたのが江差追分事件である。パロディ・モンタージュ写真事件よりも翻案の範囲を厳格化したことで、著作権侵害を狭めた (つまり利用者側に有利に働いた) と言われている[123]。
- 絵画鑑定証書事件[112][70] -- 知財高裁 平成22年10月13日判決 (判時2092号135頁)。引用を規定した現32条の文言「公正な慣行」を柔軟に解釈して、適法引用をより許容した判決[112][70]。
- 将門記調読文事件[112] -- 東京地裁 昭和57年3月8日判決 (判時1038号266頁)。「公正な慣行」に基づくと学術論文では大幅な引用も比較的許容されやすい業界であるが、本件では44ページにわたる引用であり、度を超えているとして著作権侵害判定となった[112]。